# Oncocnemis parvanigra
Oncocnemis parvanigra là một loài bướm đêm trong họ Noctuidae.